# Villa Ohl

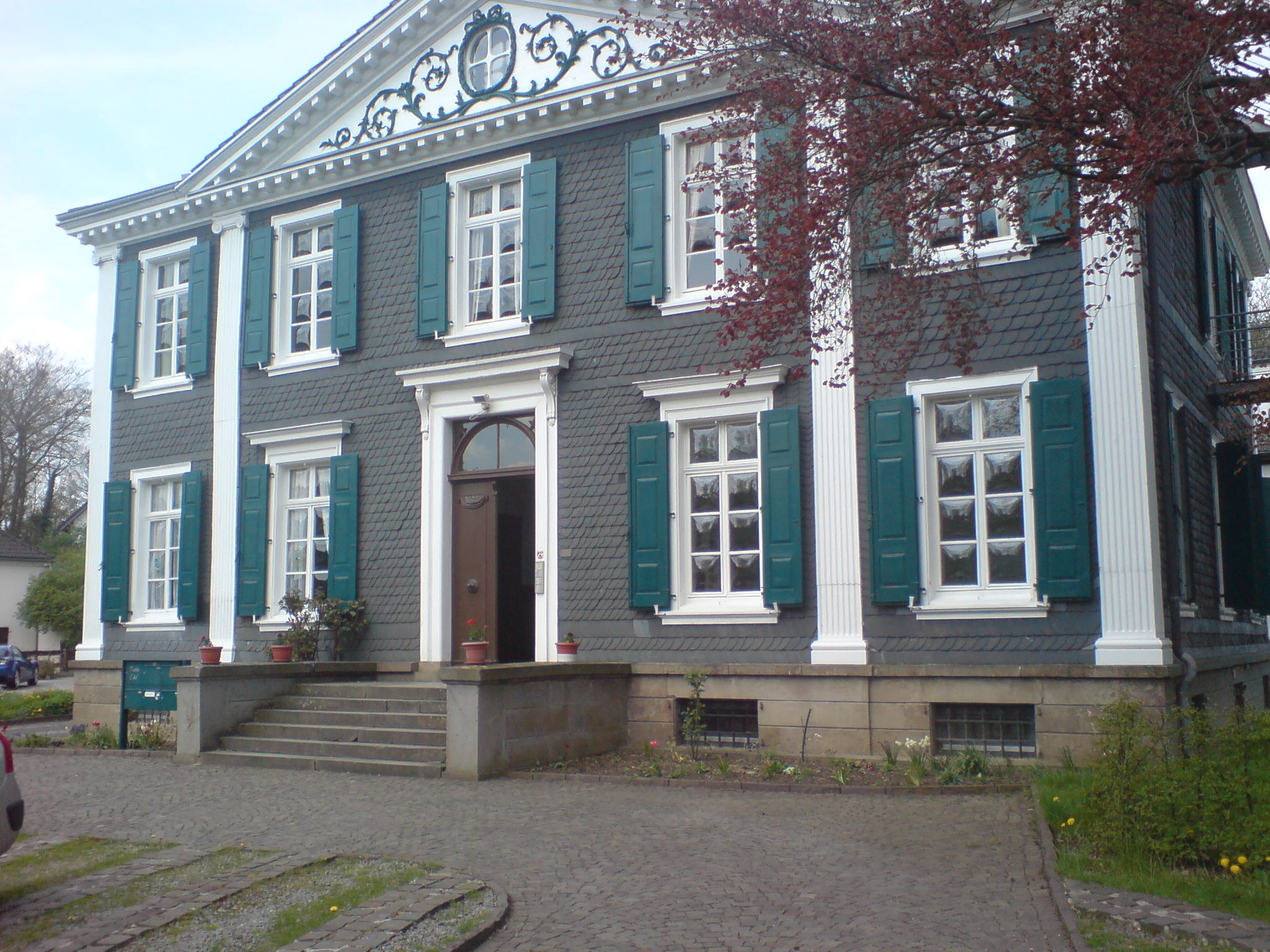
Villa Ohl

Die Villa Ohl ist eine ehemalige Fabrikantenvilla, in der sich heute unter anderem ein Schwarzpulvermuseum befindet. Es steht in der Wipperfürther Ortschaft Ohl im Oberbergischen Kreis in Nordrhein-Westfalen, Deutschland.

## Beschreibung
In dem etwa zweihundert Jahre alten Haus lebten Familienangehörige der Pulverfabrikanten Cramer und Buchholz und bestimmten das regionale Wirtschaftsgeschehen so stark, dass man die Region „Königreich Buchholz“ nannte. Wegen eines Besuches von Kaiser Wilhelm II. wurde es zeitweise auch die „Kaiservilla“ genannt.
Heute betreibt der Heimat- und Geschichtsverein Wipperfürth e.V. in den Räumen der 1. Etage ein Museum. Dargestellt wird die Geschichte der Schwarzpulvermühlen im Tal der Wipper und ihrer Seitenbäche. Beleuchtet werden auch Handel und Transport.